# Pulaski (Illinois)
Pulaski – wieś w Stanach Zjednoczonych, w stanie Illinois, w hrabstwie Pulaski.